# Lepkozorek śluzowaty

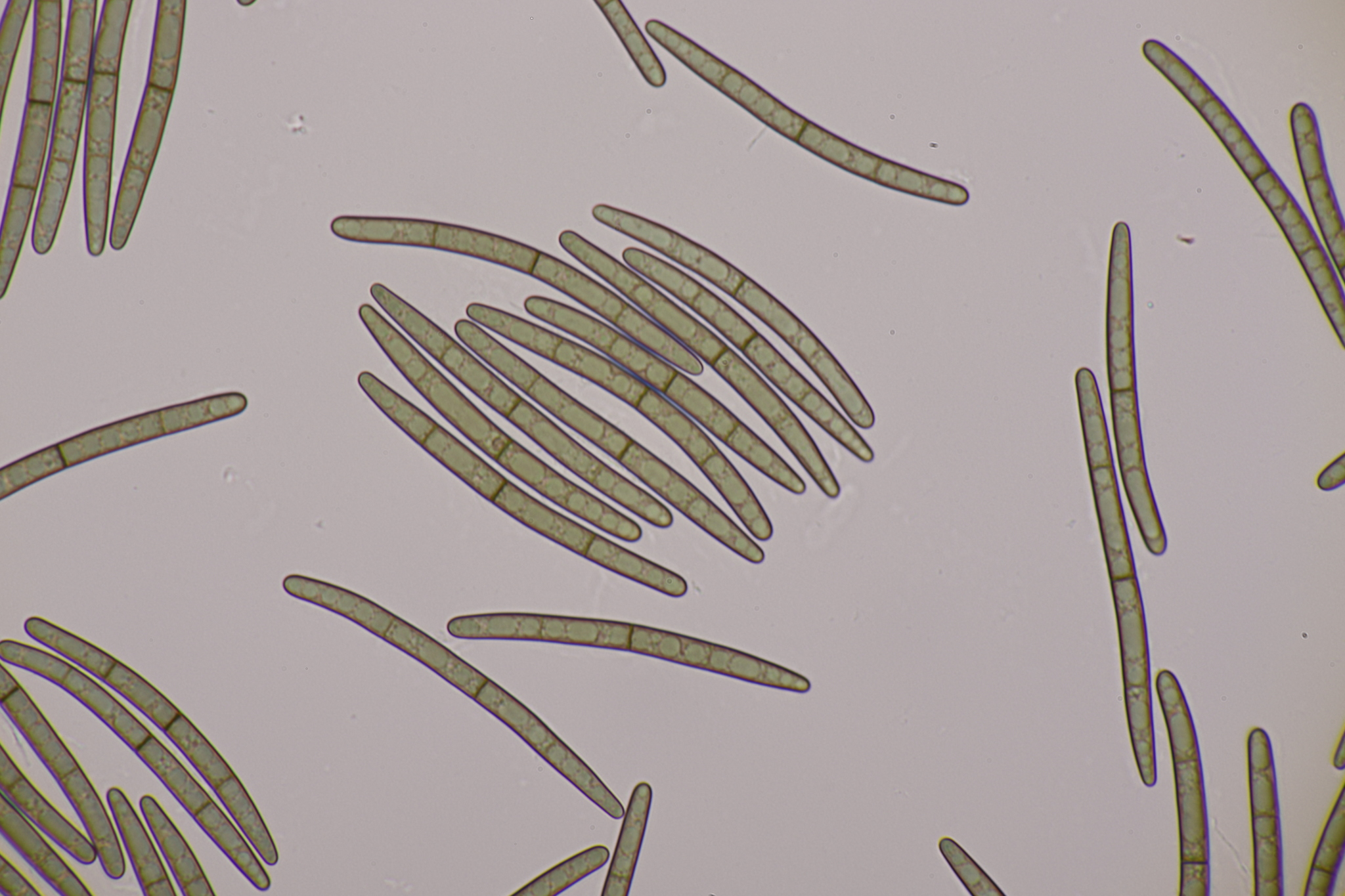
Zarodniki

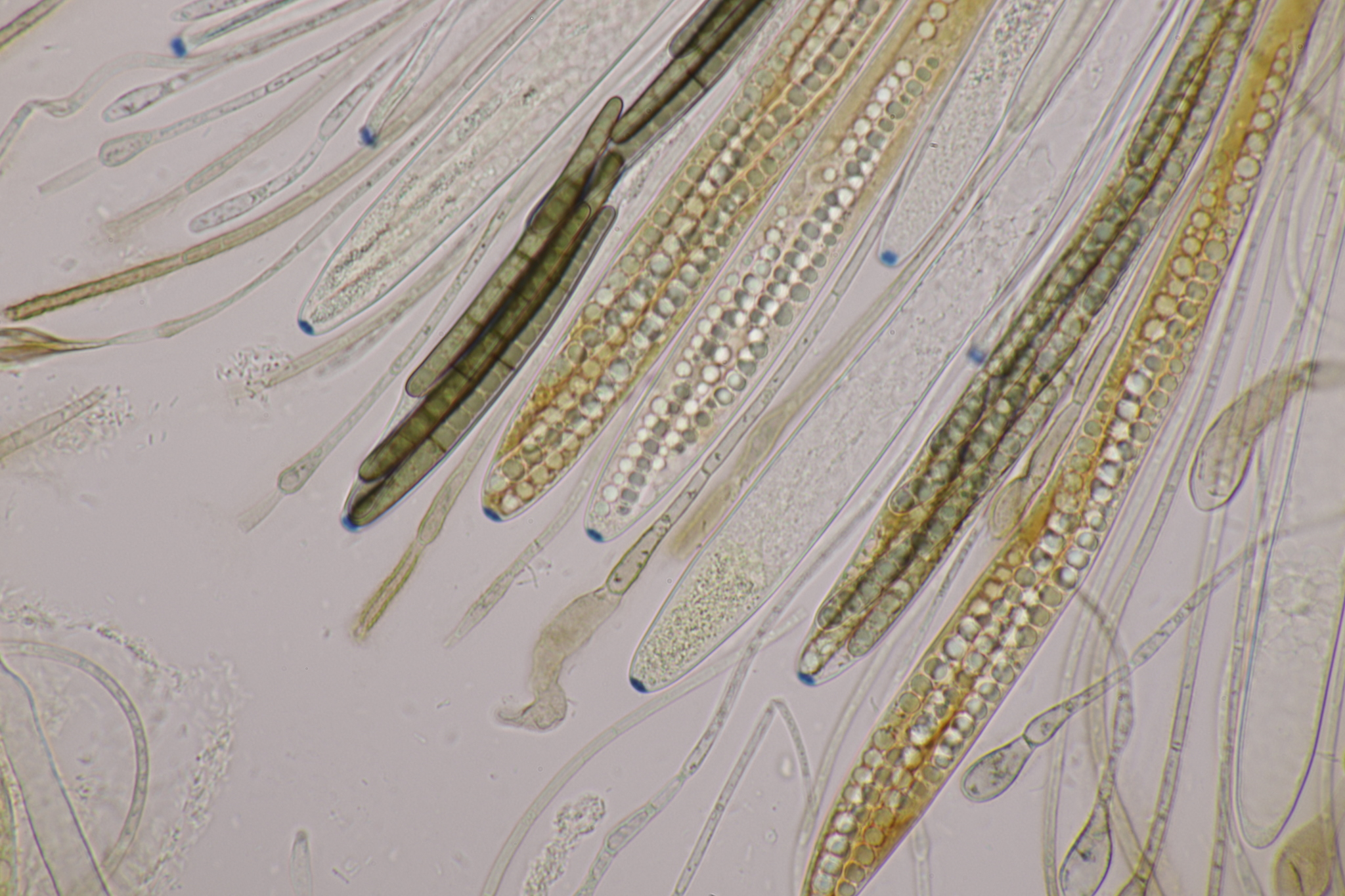
Worki i parafizy

Lepkozorek śluzowaty (Glutinoglossum glutinosum (Pers.) Hustad, A.N. Mill., Dentinger & P.F. Cannon) – gatunek grzybów z monotypowej klasy Geoglossomycetes.

## Systematyka i nazewnictwo
Pozycja w klasyfikacji według Index Fungorum: Glutinoglossum, Geoglossaceae, Geoglossales, Incertae sedis, Geoglossomycetes, Pezizomycotina, Ascomycota, Fungi.
Po raz pierwszy opisał go w 1796 r. Christiaan Hendrik Persoon, nadając mu nazwę Geoglossum glutinosum. Obecną nazwę nadali mu Vincent P. Hustad, A.N. Miller., B.T.M. Dentinger i P.F. Cannon w 2013 r.
Synonimy:
- Cibalocoryne glutinosa (Pers.) S. Imai 1942
- Geoglossum glutinosum Pers. 1796
- Geoglossum glutinosum var. lubricum Pers. 1822
- Gloeoglossum glutinosum (Pers.) E.J. Durand 1908[2].

Nazwa polska na podstawie rekomendacji Komisji ds. Polskiego Nazewnictwa Grzybów

## Morfologia
Owocniki
Tworzą się w rozproszeniu lub w skupiskach, są bardzo lepkie, w stanie wilgotnym galaretowate. Mają maczugowaty kształt, wysokość 15–55 mm i składają się z główki i trzonu. Czarna główka z hymenium zajmuje 1/3 do 1/2 ich długości, ma szerokość 3–6 mm, jest obustronnie spłaszczona, maczugowata, cylindryczna lub elipsoidalna, czasami z pionowym środkowym rowkiem. Trzon ciemnobrązowy do czarnego, nagi, lepki, o wysokości 10–40 mm i szerokości 2–3 mm.
Cechy mikroskopowe
Parafizy w dolnej części szkliste, w górnej jasnobrązowe, o średnicy 2–4 μm u podstawy i 4–11 μm na wierzchołku, z napęczniałą, kulistą, szeroko jajowatą lub gruszkowatą komórką końcową, tworzące wzdłuż trzonu grubą galaretowatą warstwę. Worki smukłe, maczugowate (175–)220 – 265(–290) × (10 –)12 –16 μm, 8-zarodnikowe z amyloidalnym wierzchołkiem. Askospory maczugowate, prosto do lekko zakrzywionych (55–)70–90(–100) × 4–5,5 μm, początkowo bez przegród, w stanie dojrzałym zwykle z 3 lub 5 przegrodami, czasami z siedmioma, początkowo szkliste, w końcu brązowe.
Gatunki podobne
Podobne gatunki możliwe są do odróżnienia tylko mikroskopowym badaniem zarodników, parafiz i worków.

## Występowanie i siedlisko
Lepkozorek śluzowaty występuje na niektórych wyspach i na wszystkich kontynentach poza Afryką i Antarktydą. W Europie jest szeroko rozprzestrzeniony. W Polsce M.A. Chmiel w 2006 r. przytoczyła 6 stanowisk, w późniejszych latach znaleziono jeszcze inne stanowiska tego gatunku. Aktualne stanowiska podaje także internetowy atlas grzybów. Znajduje się na Czerwonej liście roślin i grzybów Polski. Ma status R – gatunek rzadki, który najprawdopodobniej w najbliższej przyszłości przesunie się do kategorii zagrożonych wymarciem, jeśli nadal będą działać czynniki zagrożenia.
Grzyb naziemny, saprotrof. Występuje na glebie i na spróchniałym drewnie drzew liściastych, na łąkach i przydrożach, na terenach podmokłych.